# Ingenieurökologie
Ingenieurökologie nutzt Ökologie und Technik, um Ökosysteme vorherzusagen, zu entwerfen, zu konstruieren oder wiederherzustellen und zu managen, die "die menschliche Gesellschaft mit ihrer natürlichen Umwelt zum Nutzen beider integrieren".
Die Ingenieurökologie beschäftigt sich dabei als Synthese von Ökologie und Ingenieurwesen mit dem nachhaltigen Gestalten und Betreiben stark menschlich beeinflusster Ökosysteme und nutzt hierfür naturbasierte Lösungen.

## Ursprung, Schlüsselkonzepte, Definitionen und Anwendungen
Ingenieurökologie entstand bereits in den frühen 1960er Jahren. Der Prozess der Definition, Abgrenzung und Weiterentwicklung dauerte jedoch mehrere Jahrzehnte und ihre breitere Anerkennung als Paradigma ist noch relativ neu. Ecological Engineering wurde von Howard T. Odum und anderen als Nutzung natürlicher Energiequellen als vorherrschender Input zur Manipulation und Kontrolle von Umweltsystemen eingeführt. Die Ursprünge der Ingenieurökologie liegen in Odums Arbeit mit ökologischer Modellierung und Ökosystemsimulation, um ganzheitliche Makromuster von Energie- und Materialflüssen zu erfassen, die sich auf die effiziente Nutzung von Ressourcen auswirken.
Mitsch und Jorgensen fassten fünf Grundkonzepte zusammen, die die Ingenieurökologie von anderen Ansätzen unterscheiden, um Probleme zum Wohl von Gesellschaft und Natur anzugehen:
1. Ingenieurökologie basiert auf der Selbstgestaltungsfähigkeit von Ökosystemen;
2. sie kann der Feldtest (oder Härtetest) ökologischer Theorien sein;
3. sie stützt sich auf Systemische Ansätze;
4. sie schont nicht erneuerbare Energiequellen; und
5. sie unterstützt den Ökosystem- und biologischen Schutz.

Mitsch und Jorgensen waren die ersten, die Ingenieurökologie als die Gestaltung gesellschaftlicher Dienstleistungen so definierten, dass sie der Gesellschaft und der Natur zugutekommen, und stellten später fest, dass die Gestaltung systembasiert und nachhaltig sein sollte auch mit dem Ziel der Integration der Gesellschaft in ihre natürliche Umwelt.
Bergen et al. definierten Ingenieurökologie als:
1. Nutzung ökologischer Wissenschaft und Theorie;
2. Anwendung auf alle Arten von Ökosystemen;
3. Anpassung von Konstruktionsmethoden; und
4. Anerkennung eines Leitwertesystems.

Barrett (1999) bietet eine wörtlichere Definition des Begriffs: „Design, Bau, Betrieb und Management (d. h. Engineering) von Landschafts-/Wasserstrukturen und damit verbundenen Pflanzen- und Tiergemeinschaften (d. h. Ökosystemen) zum Nutzen der Menschheit und oft auch der Natur.“ Barrett fährt fort: „Andere Begriffe mit äquivalenter oder ähnlicher Bedeutung umfassen Ökotechnologie und zwei Begriffe, die am häufigsten im Bereich der Erosionskontrolle verwendet werden, sind Bodenbiotechnik und Biotechnik. Ökologische Technik sollte jedoch nicht mit „Biotechnologie“ verwechselt werden, wenn es um Gentechnik bei der Zellebene geht oder 'Bioengineering', was die Erstellung künstlicher Körperteile bedeutet.“
Schönborn und Runge (2021) erstellten folgende Definition „Ecological Engineering" integriert ökologische Prinzipien, Prozesse und Organismen mit bestehender Ingenieurpraxis zu einem ganzheitlichen Ansatz zur Problemlösung“. Dale et al. (2021) wiesen auf die Notwendigkeit eines globalen Curriculums für die Ingenieurökologie hin.
Übergeordnetes ingenieurökologisches Ziel ist die Sicherstellung der Nachhaltigkeit um das gestaltete Ökosystem dauerhaft zum Nutzen der Gesellschaft und der Ökologie funktionsfähig wirken zu lassen. Zur Anwendung kommen dabei einerseits Erkenntnisse der Ökologie und Ökosystemforschung, wie ganzheitliche Vorgehensweise, Stoffkreislaufführung im System mit kleinen Stoffverlusten, möglichst geringer Anteil technischer Energie, effektive Nutzung von Energie und Stoffen. Anderseits werden die multifunktionale Nutzung, Integration verschiedener räumlicher Ebenen und Schaffung von Netzwerken, dezentrale und redundante Entscheidungsstrukturen, bei gleichzeitiger Anwendung bestmöglicher ökologischer Bauweisen und Behandlungsverfahren angestrebt. Im Zentrum steht dabei die nachhaltige Integration menschlicher Veränderungen in die umgebenden Ökosysteme. Die ingenieurökologische Gestaltung findet als Teil eines Ökosystems statt.
Die Ingenieurökologie stellt somit die disziplinübergreifende Klammer dar, welche Grundlagen- und angewandte Wissenschaften aus den Bereichen Ingenieurwesen, Ökologie, Wirtschafts-, Natur- und Sozialwissenschaften zu einer konsistenten Mischung aus Ökologie und Technologie kombiniert, die durch adaptives Design auf die Wiederherstellung, die Schaffung und das Management terrestrischer und aquatischer aber auch urbaner Ökosysteme angewendet werden kann.
Gemäß Schneider und Hack (2021) bietet die Ingenieurökologie ein Dach für eine Reihe etablierter und aufstrebender Konzepte, darunter: naturbasierte Lösungen, Pflanzenkläranlagen und begrünte Bodenfilter, Gebäudebegrünung (einschließlich Dächer, Fassaden, Kühlsysteme, Raumklima, Energieversorgung), Biosphäre, kreislaufbasierte Systeme und Wasserwiederverwendungsmechanismen usw. Der Fokus auf den Einbezug ökologischer Prinzipien und Funktionen in das adaptive Ingenieurdesign zur Förderung der Entwicklung robuster, nachhaltiger Systeme zu legen, unterscheidet die Ingenieurökologie von anderen Disziplinen.
Die Anwendungen in der Ingenieurökologie können in drei räumliche Skalen eingeteilt werden: 1) Mesokosmen (~0,1 bis Hunderte von Metern); 2) Ökosysteme (~1 bis 10 km); und 3) regionale Systeme (> 10 km). Die Komplexität des Designs nimmt wahrscheinlich mit der räumlichen Skalierung zu. Anwendungen nehmen an Breite und Tiefe zu und wirkt sich wahrscheinlich auf die Definition des Gebiets aus, da mehr Möglichkeiten zur Gestaltung und Nutzung von Ökosystemen als Schnittstellen zwischen Gesellschaft und Natur erforscht werden. Die Umsetzung der Ingenieurökologie hat sich auf die Schaffung oder Wiederherstellung von Ökosystemen konzentriert, von degradierten Feuchtgebieten bis hin zu mehrzelligen Feuchtgebieten und Gewächshäusern, die mikrobielle, Fisch- und Pflanzendienstleistungen integrieren, z. B. um menschliches Abwasser zu Produkten wie Düngemitteln, Blumen und Trinkwasser zu verarbeiten. Anwendungen der Ingenieurökologie in Städten sind aus der Zusammenarbeit mit anderen Bereichen wie Landschaftsarchitektur, Stadtplanung und städtischem Gartenbau hervorgegangen, so auch u. a. das Konzept der Grünen Infrastruktur, um die menschliche Gesundheit und Biodiversität zu adressieren, wie es die UN-Ziele für nachhaltige Entwicklung mit ganzheitlichen Konzepten wie dem Regenwassermanagement anstreben. Zu den Anwendungsbereichen der Ingenieurökologie in ländlichen Landschaften gehören die Wasserbehandlung in Feuchtgebieten und die Wiederaufforstung auf kommunaler Ebene nach traditionellem ökologischen Wissen. Permakultur ist ein Beispiel für breitere Anwendungen, die sich als eigenständige Disziplinen aus der Ingenieurökologie herausgebildet haben, wobei David Holmgren den Einfluss von Howard Odum auf die Entwicklung der Permakultur anführt.

## Gestaltungsrichtlinien, Funktionsklassen und Gestaltungsprinzipien
Ingenieurökologie verbindet die Systemökologie mit dem Prozess des Ingenieurdesigns. Das technische Design umfasst typischerweise die Problemformulierung (Ziel), die Problemanalyse (Einschränkungen), die Suche nach alternativen Lösungen, die Entscheidung zwischen Alternativen und die Spezifikation einer vollständigen Lösung. Ein zeitlicher Entwurfsrahmen wird von Matlock et al. bereitgestellt, in dem angegeben wird, dass die Entwurfslösungen in ökologischen Zeitskalen betrachtet werden. Bei der Auswahl zwischen Alternativen sollte das Design die ökologische Ökonomie in die Designbewertung mit einbeziehen und ein Leitwertesystem anerkennen, das den Schutz der Biodiversität fördert und der Gesellschaft und der Natur zugutekommt.
Ingenieurökologie nutzt Systemökologie mit dem Engineering-Ansatz, um eine ganzheitliche Sicht auf die Wechselwirkungen innerhalb und zwischen Gesellschaft und Natur zu erhalten. Die Ökosystemsimulation mit der Energy Systems Language (auch bekannt als Energieschaltkreissprache oder Energenese) von Howard Odum ist eine Illustration dieses systemökologischen Ansatzes. Diese ganzheitliche Modellentwicklung und -simulation definiert das interessierende System, identifiziert die Systemgrenzen und stellt dar, wie sich Energie und Material in, innerhalb und aus einem System bewegen, um zu ermitteln, wie erneuerbare Ressourcen durch Ökosystemprozesse genutzt und die Nachhaltigkeit erhöht werden können. Das beschriebene System ist eine Sammlung (d. h. Gruppe) von Komponenten (d. h. Teilen), die durch irgendeine Art von Interaktion oder Wechselbeziehung verbunden sind, die gemeinsam auf einen Reiz oder eine Nachfrage reagieren und einen bestimmten Zweck oder eine bestimmte Funktion erfüllen. Durch das Verständnis der Systemökologie kann der Ingenieurökologe bzw. die Ingenieurökologin effizienter Ökosystemkomponenten und -prozessen innerhalb des Designs entwerfen, erneuerbare Energien und Ressourcen nutzen und die Nachhaltigkeit erhöhen.
Mitsch und Jorgensen identifizierten fünf Funktionsklassen für ökologisch-konzeptionelle Planungen:
- Ökosysteme zur Reduzierung des Verschmutzungsproblems. Beispiel: Phytoremediation, Abwasserfeuchtgebiete und Bioretention von Regenwasser, um überschüssige Nährstoffe und Metallverschmutzung zu filtern.
- Nachgeahmte oder kopierte Ökosysteme, um Ressourcenprobleme anzugehen. Beispiel: Wiederherstellung von Wäldern, Ersatz von Feuchtgebieten und Installation von Regengärten im urbanen Raum, um die Verschattung zu verbessern und die Kühlung von Wohngebieten und Städten zu optimieren.
- Renaturierte Ökosysteme. Beispiel: Wiederherstellung von ehemaligen Bergbaugebieten, Seen und Wasserläufen mit ökologisch wertvollen Uferkorridoren.
- Ökologisch veränderte Ökosysteme. Beispiel: selektive Holzernte, Biomanipulation und Einführung von Raubfischen, um planktivorische Fische zu reduzieren, Zooplankton zu erhöhen, Algen oder Phytoplankton zu konsumieren und Wasser zu klären.
- Ökosysteme, die zielführend genutzt werden, ohne das Gleichgewicht zu zerstören. Beispiel: nachhaltige Agrarökosysteme, Multispezies-Aquakultur und die Einführung von Agroforstparzellen in Wohnimmobilien, um Primärproduktion auf mehreren vertikalen Ebenen zu erzeugen.

Mitsch und Jorgensen identifizierten weiterhin 19 Designprinzipien für ökologisches Engineering, aber es wird nicht erwartet, dass alle zu einem einzelnen Design beitragen:
- Ökosystemstruktur und -funktion werden bestimmt, indem Funktionen des Systems erzwungen werden;
- der Energieeintrag in die Ökosysteme und die verfügbare Speicherung des Ökosystems sind begrenzt;
- Ökosysteme sind offene und dissipative Systeme (kein thermodynamisches Gleichgewicht von Energie, Materie, Entropie, sondern spontanes Auftreten komplexer, chaotischer Strukturen);
- die Aufmerksamkeit auf eine begrenzte Anzahl von steuernden/kontrollierenden Faktoren ist am strategischsten, um Umweltverschmutzung zu verhindern oder Ökosysteme wiederherzustellen;
- Ökosysteme haben eine gewisse homöostatische Fähigkeit, die dazu führt, dass die Auswirkungen stark variabler Eingaben geglättet und unterdrückt werden.
- Recyclingwege an die Raten der Ökosysteme anpassen und Verschmutzungseffekte reduzieren;
- wo immer möglich für pulsierende Systeme auslegen;
- Ökosysteme sind selbstgestaltende Systeme;
- Prozesse von Ökosystemen haben charakteristische Zeit- und Raumskalen, die im Umweltmanagement berücksichtigt werden sollten;
- Biodiversität sollte gefördert werden, um die Selbstgestaltungsfähigkeit eines Ökosystems zu erhalten;
- Ökotone, Übergangszonen, sind für Ökosysteme ebenso wichtig wie Membranen für Zellen;
- die Kopplung zwischen Ökosystemen sollte wo immer möglich genutzt werden;
- die Komponenten eines Ökosystems sind miteinander verbunden, miteinander verbunden und bilden ein Netzwerk; sowohl direkte als auch indirekte Anstrengungen zur Entwicklung von Ökosystemen berücksichtigen;
- ein Ökosystem hat eine Entwicklungsgeschichte;
- Ökosysteme und Arten sind an ihren geografischen Rändern am anfälligsten;
- Ökosysteme sind hierarchische Systeme und Teil einer größeren Landschaft;
- physikalische und biologische Prozesse sind interaktiv, es ist wichtig, sowohl physikalische als auch biologische Wechselwirkungen zu kennen und richtig zu interpretieren;
- Öko-Technologie erfordert einen ganzheitlichen Ansatz, der alle interagierenden Teile und Prozesse so weit wie möglich integriert;
- Informationen in Ökosystemen werden in Strukturen gespeichert.

Mitsch und Jorgensen identifizierten die folgenden Überlegungen vor der Umsetzung eines ökologischen Konstruktionsdesigns:
- Erstellung eines konzeptionellen Modells, um die mit dem Projekt verbundenen Teile der Natur zu bestimmen.
- Implementierung eines Computermodells, um die Auswirkungen und Unsicherheiten des Projekts zu simulieren;
- Optimierung des Projekts, um Unsicherheiten zu reduzieren und positive Auswirkungen zu erhöhen.

Ein wichtiges Prinzip der ökologisch orientierten Planung ist die Selbstgestaltung von Ökosystemen und ihrer biologischen Komponenten. Daher sind einige Werkzeuge und Komponenten der Ingenieurökologie (Ökosysteme und lebende Arten) dynamischer Natur. Diese Komponenten reagieren auf eine Vielzahl von Randbedingungen und können sich daher ohne die Präzision technischer Disziplinen verhalten, die auf Materialien mit genau festgelegten Eigenschaften beruhen. Dies kann Fragen nach der Leistungszuverlässigkeit von ökologisch konstruierten Konstruktionen aufwerfen. Wenn sich natürliche oder künstliche Ökosysteme jedoch dynamisch verhalten und sich selbst organisieren, verhalten sie sich letztlich statistisch vorhersehbar als Reaktion auf physikalische, chemische und biologische Bedingungen. Dies ermöglicht daher eher probabilistische als deterministische Grenzen, die für ein konventionelleres Design typisch sind. Dennoch weisen viele ökologische Konstruktionsentwürfe deterministische Elemente mit vorhersagbaren Leistungsmerkmalen auf.

## Akademisches Curriculum
Es wurde ein akademisches Curriculum für die Ingenieurökologie vorgeschlagen und Institutionen auf der ganzen Welt starten Programme zur ingenieurökologischen Ausbildung. Schlüsselelemente dieses Curriculums sind: Umwelttechnik; Systemökologie; Renaturierungsökologie; ökologische Modellierung; quantitative Ökologie; Ökonomie des ökologischen Ingenieurwesens und technische Wahlfächer.
Ergänzt wird diese Reihe von Kursen durch Pflichtkurse in physikalischen, biologischen und chemischen Fachgebieten sowie durch integrierte Designerfahrungen. Laut Matlock et al. sollte das Design Einschränkungen identifizieren, Lösungen in ökologischer Zeit charakterisieren und ökologische Ökonomie in die Designbewertung einbeziehen. Die Ökonomie der Ingenieurökologie wurde unter Verwendung von Energieprinzipien für ein Feuchtgebiet und unter Verwendung einer Nährstoffbewertung für einen Milchviehbetrieb demonstriert.
In Deutschland gibt es Ausbildungsangebote in der Ingenieurökologie an zwei akademischen Einrichtungen als Masterstudiengang, an der TU München (mit Ökosystemfokus) und an der Hochschule Magdeburg-Stendal (mit Ingenieurfokus). Schneider und Lüderitz (2018) zeigten den Nexus-Ansatz als verbindendes Element zwischen Ökologie und Ingenieurwesen auf.
Dale et al. (2021) zeigten nochmals die Notwendigkeit eines allgemein anerkannten Curriculums in der Ingenieurökologie auf. Der Lehrplan erkennt eine Reihe übergreifender Prinzipien und Konzepte an, die mehrere Anwendungsbereiche der ökologischen Ingenieurpraxis vereinen. Der integrative, systembasierte Ansatz des Ökologischen Ingenieurwesens unterscheidet es vom Trend zur engen Spezialisierung in der Ausbildung. Es wird argumentiert, dass der systemische Ansatz zur Konzeptualisierung von Designproblemen unter Einbeziehung ökologischer Prinzipien ein zentraler Bestandteil der ökologischen Ingenieurpraxis ist.

### Organisationen
- Ingenieurökologische Vereinigung e.V (IÖV)
- International Ecological Engineering Society (IEES)
- American Ecological Engineering Society (AEES)
- American Society of Professional Wetland Engineers

### Wissenschaftliche Zeitschriften
- Ecological Engineering Journal (Elsevier Verlag) seit 1992, mit allgemeiner Beschreibung des Arbeitsfeldes[22]
- Landscape and Ecological Engineering Journal (Springer Verlag) seit 2005[23]